# 北信農業共済組合
| 北信農業共済組合                             | 北信農業共済組合     |
| -------------------------------------------- | -------------------- |
| 組合長理事                                   | 加藤久雄（長野市長） |
| 事業所数                                     | 1本所 1家畜診療所    |
| 設立日                                       | 1999年 4月1日        |
| 本所                                         |                      |
| 所在地                                       | 〒389-1105           |
| 長野県長野市豊野町豊野631 長野市役所豊野支所 |                      |
| 外部リンク                                   | NOSAI北信            |

北信農業共済組合（ほくしんのうぎょうきょうさいくみあい）は、平成29年3月まで長野県長野市に本部を置いていた農業共済組合。
平成29年4月1日より県内4つの農業共済組合が合併し、長野県農業共済組合となった。

## 組合員数
- 33,431人（平成25年4月1日現在）

## 所在地
長野市豊野町豊野631（長野市豊野支所庁舎内）

## 沿革
- 1999年（平成11年）4月1日 - 岳北農業共済組合・岳南農業共済組合が合併して北信農業共済組合が発足。
- 1999年（平成11年）4月1日 - 長野市農業共済事務組合・須高農業共済事務組合・更水農業共済事務組合・中北部農業共済事務組合が合併して長野地区農業共済事務組合が発足。
- 2009年（平成21年）3月31日 - 長野地区農業共済事務組合が解散。
- 2009年（平成21年）4月1日 - 新「北信農業共済組合」として再編統合。
- 2011年（平成23年）4月1日 – 中北部連絡所・更水連絡所を長野支所に統合。
- 2013年（平成25年）4月1日 – 本所（岳南支所）・岳北支所・長野支所・須高支所を統合、長野市豊野支所庁舎内に移転。
- 2013年（平成25年）10月1日 – 家畜診療所を中野市三好町1-4-28（旧NOSAI北信本所）に移転。
- 2017年（平成29年）4月1日 – 県内4つの農業共済組合が合併し、長野県農業共済組合が発足。

## 管轄区域
- 長野市
- 須坂市
- 中野市
- 飯山市
- 上高井郡
  - 小布施町
  - 高山村
- 下高井郡
  - 山ノ内町
  - 木島平村
  - 野沢温泉村
- 上水内郡
  - 信濃町
  - 飯綱町
  - 小川村
- 下水内郡
  - 栄村

## 共済事業の種類
- 農作物共済 - 水稲・麦
- 家畜共済 - 牛・馬・豚
- 果樹共済 - りんご・ぶどう・なし・もも ・すもも
- 畑作物共済 - 大豆・そば・蚕繭
- 園芸施設共済 - 園芸施設・付帯施設・施設内農作物
- 建物共済 - 建物・家具家財
- 農機具共済 - 損害・更新